# Cratichneumon sexarmillatus
Cratichneumon sexarmillatus là một loài tò vò trong họ Ichneumonidae.